# Nasielsk (gromada)
Nasielsk (do 31 XII 1959 Chmielewo k/Nasielska) – dawna gromada, czyli najmniejsza jednostka podziału terytorialnego Polskiej Rzeczypospolitej Ludowej w latach 1954–1972.
Gromady, z gromadzkimi radami narodowymi (GRN) jako organami władzy najniższego stopnia na wsi, funkcjonowały od reformy reorganizującej administrację wiejską przeprowadzonej jesienią 1954 do momentu ich zniesienia z dniem 1 stycznia 1973, tym samym wypierając organizację gminną w latach 1954–1972.
Gromadę Nasielsk siedzibą GRN w mieście Nasielsku (nie wchodzącym w jej skład) utworzono 31 grudnia 1959 w powiecie pułtuskim w woj. warszawskim w związku z przeniesieniem siedziby GRN gromady Chmielewo k/Nasielska z Chmielewa k/Nasielska do Nasielska i zmianą nazwy jednostki na gromada Nasielsk; równocześnie do nowo utworzonej gromady Nasielsk włączono obszar zniesionej gromady Mazewo Dworskie w tymże powiecie (bez wsi Świerkowo, Świeszewo i Świeszewko).
31 grudnia 1961 do gromady Nasielsk włączono wieś Głodowo Wielkie ze zniesionej gromady Krzyczki w tymże powiecie.
Gromada przetrwała do końca 1972 roku, czyli do kolejnej reformy gminnej. 1 stycznia 1973 w powiecie pułtuskim reaktywowano zniesioną w 1954 roku gminę Nasielsk (od 1999 gmina Nasielsk znajduje się w powiecie nowodworskim).